# ネジデット・オゼル
ネジデット・オゼル（Necdet Özel、1950年−）は、トルコの軍人。2011年8月から2015年8月まで第28代参謀総長を務めた。トルコ陸軍大将。

## 経歴
アンカラに生まれる。2010年8月よりジャンダルマ（憲兵隊）総司令官に就任。
2011年7月、ウシュク・コシャネル参謀総長はレジェップ・タイイップ・エルドアン首相との意見相違を理由に、陸海空三軍の司令官とともに突然大統領に辞表を提出したが、憲兵隊司令官のオゼルのみは辞職しなかった。7月29日、エルドアン首相は参謀総長代行および陸軍総司令官代行にオゼルを指名した。8月4日、アブドゥラー・ギュル大統領はオゼルの参謀総長就任を承認した。この事態は、首相をしのぐ影響力を誇ってきた軍部の権威低下を示すものとして注目された。